# Nick nach acht
Nick nach acht war ein Programmfenster des deutschen Kindersenders Nick. Dieses wurde 2008 als Abendschiene ausgestrahlt, damit nicht nur Kinder, sondern auch Familien angesprochen werden. In den USA existiert seit 1985 ein Programmfenster namens Nick at Nite. Vom 1. Juli 2007 bis zum 28. September 2009 wurde dasselbe Logo verwendet, jedoch mit der Beschriftung Nick at nite (dt.: Nick in der Nacht).

## Geschichte
2005 bis 2006 strahlte Nick schon einmal eine Abendschiene unter dem Namen NICK Comedy aus.

### Sendestart am 1. Januar 2008
Der Sendestart von Nick nach acht war am 1. Januar 2008 um 20:15 Uhr, jedoch war die Ankündigung des Programmfensters schon zuvor im laufenden Nick-Programm und auch im laufenden Programm des Musiksenders VIVA zu sehen, der seit 2004 auch zu den MTV Networks Germany gehört. Die ersten Sendungen waren Papermoon und Boomer, der Streuner.

### Täglicher Sendebeginn
Meistens begann der Sendestart immer um 20:12/20:13 Uhr. Nach dem Outro von SpongeBob Schwammkopf wurden die letzten Promos gezeigt. Während der Promos wurde das übliche Nick-Logo ausgeblendet. Nach der letzten Promo wurde das Nick-Logo gegen den Fernsehbildschirm geworfen und es wurde dunkel. Darauf sagte eine Stimme: Es ist Nick… nach acht. Das nun hell erleuchtete Nick-Logo war mit darunter stehendem nach acht jetzt eine Mondsichel und die Sendung begann. Währenddessen wurde das Nick nach acht-Logo eingeblendet.

### Einstellung
Aufgrund der Frequenz-Zusammenlegung der Sender Comedy Central und Nickelodeon wurde Nick nach acht am 14. Dezember 2008 letztmals ausgestrahlt und wich dem Sender Comedy Central, der sich vom 15. Dezember 2008 bis 30. September 2014 einen Programmplatz mit dem Schwesterprogramm Nickelodeon teilte. Angekündigt wurde der Frequenzwechsel von Comedy Central mit der Promo „Viertel nach acht wird gelacht, Comedy Central jetzt immer 20:15 Uhr nach Nick“. Auch im Internet wurde auf der Presseseite des Kindersenders und des Comedysenders die Frequenzumstellung mit großer Freude erwartet.

## Programmstruktur
Die Wochentage waren bei Nick nach acht in Kategorien aufgeteilt:
- Montag: Tierabend
- Dienstag: Daily-Soap-Abend
- Mittwoch: Tierabend
- Donnerstag: Comedyabend
- Freitag: Serienabend
- Samstag: Serienabend
- Sonntag: Comedyabend
- Zeitweise wurde ab 00:00 Uhr ein Call-in-Format gezeigt, das Money-Express hieß, ab 00:15 Uhr lief es auch bei den Schwestersendern Comedy Central und VIVA. Die letzte Sendung vor der Call-in-Show war Aaahh!!! Monster. Ab 4:00 Uhr morgens folgte dann Grisu, der kleine Drache. Nach Einstellung des Call-in-Formates wurden von 00:00 Uhr bis 4:00 Uhr Die Ren & Stimpy Show und KaBlam! oder die Reality-Serie Pete & Pete gesendet.
- Um 6:00 Uhr war Sendeschluss und es folgte das Programmfenster Nick Jr.

### Cartoonmania
Ab 9. Mai wurden ab 22:00 Uhr täglich NickToons gebracht. Gestartet wurde am 9. Mai mit einem Biber - Brüder-Spezial ab 20:15 Uhr. Ein weiteres Spezial war am 16. Mai. Dort wurden den ganzen Abend Ren & Stimpy-Folgen gezeigt.
Bei Cartoonmenia liefen unter anderem folgende NickToons:
- CatDog
- Die Biber Brüder
- Die Ren & Stimpy Show
- Invader Zim
- Katzekratz
- Rockos modernes Leben

## Sendungen
| Aus Argentinien: - Rebelde Way – Leb dein Leben Aus Deutschland: - Musik Clips - Nippez - Total lustig – Die besten Clips mit Ruth Moschner - PUR+ Das Letzte Aus England: - Daheim in der Wildnis - Gefahr Hautnah (Mitproduktionsland: Niederlande) - Große Erwartungen (Mitproduktionsland: USA) - Wallace & Gromit Aus Kanada: - Adrenaline Project - Die Brüder Kratt – Der Natur auf der Spur - Ghost Trackers Aus Neuseeland: - Tierisch Extrem Aus Südafrika: - Jung und Wild | Aus den USA: - Afrikas Tierkindergarten - Ally McBeal - Blue Reef - Boomer, der Streuner - Chicago Hope – Endstation Hoffnung - Die Schweizer Familie Robinson - Eine schrecklich nette Familie (Staffel 11, Folge 18) - Fame L.A. - Ferris Bueller - Papermoon - Pete & Pete - Police Academy - Tierpark Europa - Shark Gordon - Sweet Valley High - Große Erwartungen - Zorro – Der schwarze Rächer Aus Australien: - Von tierischen Babys und menschlichen Eltern Aus Italien: - Grisu, der kleine Drache |

Geplant für 2009 waren:
- Eine himmlische Familie
- Fantasy Island
- Riffe, Räuber, Tiefenrausch
- Tierpark Afrika

## Design

### On-Air und Off-Air-Logo
Das Logo des Programmfensters wurde, wie auch das Logo von Nick oben links eingeblendet. Zur Werbung wurde das Logo ausgeblendet und nach der Werbung wieder eingeblendet. Bei Vorschauen auf das Programmfenster sah man das Logo stets. Das Logo selber war groß und hatte keinen Hintergrund. Das Logo von Nick nach acht wurde mit der Programmvorschauüberarbeitung ebenfalls überarbeitet. Vom Anfang bis zur Umstellung wurde das Zeichen oben verwendet. Nach der Umstellung bis zum Schluss wurde das gleiche Zeichen benutzt, jedoch war das nach acht nicht mehr in der Mondsichel, sondern darunter. Außerdem tauchte das nach acht nur zwischenzeitlich auf und verschwand dann wieder. Das Werbe-Logo-Schema blieb das gleiche und auch bei den Programmvorschauen gab es keine Änderungen.

### Logos

Das Logo von Nick nach acht (eingestellt)
Neues Senderlogo von Nick at nite, vom 28. September 2009 bis 2012
Neues Senderlogo komplett in Orange gehalten, seit 2012

### Slogans
Zu Beginn des Programmblocks lief ein Trailer, in dem es hieß: „Es ist Nick - nach acht“.
Damit wurde täglich das Programm begonnen.

### Programmvorschau
Die für das Programm vorgefertigten Trailer liefen bei Nick und VIVA im laufenden Programm. Das Design wurde nach einer Weile überarbeitet. Vorerst waren die Sendezeiten mit dem gelb-orangen Nick-Hintergrund zu sehen. Doch nach der Überarbeitung war der Nick-Sendezeiten-Hintergrund gelb-weiß-orange bzw. rot. Deshalb bekam Nick nach acht ein eigenes Programmvorschaudesign. In der Savanne oder Stadt waren große Elektrowerbeschilder aufgestellt, die bei Einblendung eingeschaltet wurden. Dort wurden Bilder aus den Sendungen gezeigt. Unter dem größeren Schild war eine kleine Tafel. Auf dieser stand die Sendung und die Sendezeiten. Die Programmvorschau für die erste Nick nach acht-Sendung wurde im laufenden Tagesprogramm und dann zuletzt vor der allerletzten SpongeBob-Schwammkopf-Episode gezeigt. Im Nick nach acht-Programm wurden jedoch ausschließlich Nick nach acht-Vorschauen gezeigt.

## Werbung
Das Programmfenster brachte, wie beim Sender Nick, auch Werbung. Das Werbeinselschema des Programmfensters war jedoch anders als das des Senders. Während Nick zwischen den einzelnen Sendungen einen Werbeblock sendete, zeigte Nick nach acht auch innerhalb einer Sendung Werbung. Der Übergang zwischen Werbung und Sendung erfolgte ohne jede Vorschau. Die Werbeunterbrechung zwischen den einzelnen Sendungen gab es nur bei den Nicktoons im Nachtprogramm. Zwischen 04:00 und 06:00 Uhr zeigte Nick nach acht keine oder, wenn, nur wenige Werbespots.

## Internetpräsenz
Im Internet war Nick nach acht unter nicknachacht.de zu finden. Das Design war an das der Nick-Website angelehnt, jedoch hatte die Nick nach acht-Website einen blauen statt des üblichen weißen Hintergrunds. Das Auflistungsschema war das gleiche wie bei nick.de und man gelangte auch von der Nickelodeon-Website auf die des Programmfensters. Da Nick nach acht nicht mehr existiert, ist auch die Website nicht mehr vorhanden. Sie leitet auf die Startseite von Nickelodeon um.